# Miłosz Bernatajtys
Miłosz Bernatajtys (ur. 30 maja 1982 w Słupsku) – polski wioślarz, zawodnik LOTTO-Bydgostia Bydgoszcz. Swoje umiejętności doskonalił pod okiem trenera Mariana Drażdżewskiego.
Na igrzyskach olimpijskich w Pekinie zdobył wraz z Pawłem Rańdą, Bartłomiejem Pawełczakiem i Łukaszem Pawłowskim srebrny medal w konkurencji czwórek bez sternika wagi lekkiej.
Brązowy medalista mistrzostw świata z Poznania w czwórkach bez sternika wagi lekkiej (2009). Miłosz Bernatajtys zdobył dwudziestokrotnie (w latach 1997-2016) tytuł Drużynowego Mistrza Polski w barwach LOTTO-Bydgostia Bydgoszcz.
Postanowieniem Prezydenta RP z dnia 8 października 2008 został odznaczony Złotym Krzyżem Zasługi.

## Osiągnięcia

### Igrzyska Olimpijskie
- Pekin 2008
  - 2. miejsce (srebrny medal) – czwórka bez sternika wagi lekkiej

### Mistrzostwa świata
- 6. miejsce – czwórka bez sternika wagi lekkiej (2005)
- 8. miejsce – czwórka bez sternika wagi lekkiej (2006, 2007)
- 3. miejsce – czwórka bez sternika wagi lekkiej (2009)

### Mistrzostwa Europy
- Mistrzostwa Europy – Montemor-o-Velho 2010 – czwórka bez sternika wagi lekkiej – 2. miejsce[2].

### Puchar Świata
- 3. miejsce – czwórka bez sternika wagi lekkiej (Lucerna 2005)
- 5. miejsce – czwórka bez sternika wagi lekkiej (Eton 2005)
- 6. miejsce – czwórka bez sternika wagi lekkiej (Amsterdam 2007)
- 8. miejsce – czwórka bez sternika wagi lekkiej (Monachium 2005)
- 9. miejsce – czwórka bez sternika wagi lekkiej (Linz 2007)
- 11. miejsce – czwórka bez sternika wagi lekkiej (Poznań 2006, Lucerna 2006)

### Młodzieżowe mistrzostwa świata
- 1. miejsce – czwórka bez sternika wagi lekkiej (2004)
- 3. miejsce – dwójka podwójna wagi lekkiej (2003)

### Mistrzostwa Polski
- 1. miejsce – dwójka bez sternika wagi lekkiej (2007)
- 1. miejsce – ósemka (2006)
- 2. miejsce – dwójka podwójne wagi lekkiej (2004)
- 2. miejsce – czwórka bez sternika wagi lekkiej (2005, 2006)
- 3. miejsce – dwójka podwójna wagi lekkiej (2003)